# Харрингтон, Мэй
Мэй Харрингтон (англ. Mae Harrington; 20 января 1889, Нью-Йорк, США — 29 декабря 2002, там же) — американская долгожительница. После смерти ее соотечественницы Аделины Домингес 21 августа 2002 года, Мэй Харрингтон стала старейшим живущим жителем планеты.

## Биография
Мэй Харрингтон прожила почти всю жизнь в Клинтоне, округ Онейда, Нью-Йорк на молочной ферме. В юности Мэй увлекалась животными и танцами. У неё было три сестры и брат. Её муж Джордж, скончавшийся в 1959 году, работал в местном дорожном департаменте. Их единственный сын погиб во Второй Мировой войне в ходе битвы за Гуадалканал. После смерти мужа Харрингтон жила одна до 100 лет, когда она решила переехать в дом престарелых.
Ближайшими родственниками Мэй Харрингтон были две её племянницы, Элизабет Бернс и Дороти Максвелл. Бернс описывала её как очень честного человека. По словам Бернс, в последние годы жизни Харрингтон имела проблемы со слухом и зрением.

## Рекорды долголетия
- 21 августа 2002 года — стала старейшим жителем планеты.
- В 2002 году — поставила рекорд долголетия за всю историю штата Нью-Йорк, однако позже её рекорд был побит.
- До 2014 года входила в топ 100 старейших людей за всю историю.